# Thornton Heath
Thornton Heath est une subdivision du borough de Croydon, située dans le sud du Grand Londres.

## Personnalités liées à la subdivision
- Mya-Lecia Naylor (2002-2019), actrice, chanteuse et mannequin britannique, y est morte.